# Stitten
Stitten es un municipio (baladiyah) de la provincia o valiato de El Bayadh en Argelia. En abril de 2008 tenía una población censada de 6022 habitantes.
Se encuentra ubicado al oeste del país, sobre la cordillera del Atlas y cerca de la frontera con Marruecos.